# Fumage (art)
Le fumage est une technique picturale utilisée par les surréalistes et initiée par Wolfgang Paalen à partir de 1936.
Le procédé consistait à se servir des traces de suie laissées par de la fumée de bougie ou une lampe à kérosène comme canevas pour une composition visuelle. Paalen laissait ainsi un hasard dirigé pour conduire le support de son travail, parallèlement aux surréalistes qui utilisaient plutôt une méthode de composition automatiste, basée sur l'improvisation inconsciente. La technique du fumage fut utilisée par plusieurs artistes comme Willy Bosschem, Roberto Matta, Alberto Burri, Burhan Doğançay, Yves Klein et Otto Piene. Le fumage consistait aussi à promener le flamme d'une bougie sur une surface couverte de peinture fraîche.

## Source
- Calvin Tomkins, Duchamp et son temps 1887-1968, Time-Life International (Nederland), 1978, 191 p., p. 149-151.